# Inti-Illimani
Inti-Illimani er en musikgruppe fra Chile, dannet i 1967. Gruppen er blandt de internationalt bedst kendte medlemmer af den musikalske bevægelse Nueva Canción. 
Gruppen har taget sit navn efter det solguden Inti og det bolivianske bjerg Illimani, der betyder "Gyldne Ørn" på aymara-sproget.